# Бенџо
Бенџо је жичани инструмент. Резонантно тијело је справљено од коже, која је превучена преко дрвеног оквира кружног облика и која се стезањем може регулисати завртњима причвршћеним на оквир инструмента.Бенџо је првобитно био инструмент који су робови донијели у Америку, а назив долази из језика кимбунду, на којем се зове мбанза. У новије вријеме бенџо је постао ирски и амерички народни инструмент.
Бенџо се састоји од тијела и врата (није одређено колико дугог) и од 4-6 жица. Код петожичаног бенџа највиша жица (chantrelle) се не протеже од врха врата, него тек од 5 пречаге. Та модификација приписана је Американцу Џоелу Вокеру Свинију.

## Четворожичани бенџо (Џез/Тенор/Ирски)
Четворожичани бенџо се углавном користи у ирском фолку и џез музици. Разликују се:
- Плектрум-бенџо (22 пречаге), у C-G-H-D штиму
- Тенор-бенџо (17 или 19 пречага), у  штиму
- Ирски тенор-бенџо (17 или 19 пречага), у  штиму

Док се тенор-бенџо у џези користи као ритам-инструмент, тако што се свирају акорди, у ирској музици се углавном користи као соло инструмент за мелодије. G-D-A-E штим одговара виолинском штиму, наравно једну октаву ниже. Пошто је нижи штим него у џезу, ту се користе јаке жице, да би се добио специфичан звук.

## Петожичани бенџо ()
Петожичани бенџо претежно се користи у америчкој кантри музици. Ова врста бенџа има двије подврсте:
- -бенџо (gDGHD штим)
- -бенџо (gDGCD или gCGCD штим)

У принципу се ради о истом инструменту, само о другом стилу свирања. Стил свирања „Bluegrass“ је популаран у кантри музици, у којој се свира неком врстом потезања жица врховима прстију. Користе се пластичне или металне трзалице, које се натакну на врх прста. Стил свирања „Clawhammer“ се такође изводи прстима, али се ту не користе трзалице, већ се жице трзају палцем и кажипрстем.

## Познати свирачи бенџа
По доласку у Америку, бенџо се најчешће користио у духовној музици Афроамериканаца, да би касније постао један од општих главних инструмената. У то вријеме бенџо се појављује у диксиленд музици, а током 1940-их Бил Монро га све више употребљава у bluegrass музици. Током 1970-их, бенџо је постао главни инструмент кантри-рок састава, а појављује се и у фолк музици земаља попут Малавија и Марока..
Међу најпознатијим свирачима бенџа може се поменути и фолк свирач Пит Сигер, који је написао и „Књигу о Бенџу“, Боб Шмит, свирач бенџа у ирском саставу „Флогинг Моли“, и Бéла Флек. Исто тако треба споменути једног од најбољих свирача бенџа на свијету, Барнија Маккену, из групе „Даблинерс“, ког називају најбољим свирачем бенџа Ирске.